# Trento autonóm megye
Trento autonóm megye vagy röviden Trentino, olaszul: Provincia autonoma di Trento, ladin nyelven Provinzia Autonoma de Trent: Észak-Olaszország Trentino-Alto Adige régiójának egyik megyéje. Székhelye Trento (Trient, Trident) város.

## Földrajz

Trento megye térképe

Északon Bolzano autonóm megyével (Dél-Tirol), keleten Belluno megyével, délen Vicenza és Verona megyékkel (Veneto), nyugaton Brescia megyével és északnyugaton Sondrio megyével (Lombardia) határos.
A Keleti-Alpokban fekszik. Nyugaton az Adamello–Presanella-csoport és a Brenta-csoport, északnyugaton az Ortler-csoport, északkeleten a Dolomitok, délkeleten a Venetói-Előalpok található. Legmagasabb pontja, a Cevedale (3769 m) hegycsúcs az Ortler-csoportban van. Fő folyója az Adige (németül Etsch) észak-déli irányban középen szeli át megyét. A Garda-tó északi része a megyébe nyúlik.

## Közigazgatási beosztás

### Comunitá di valle-rendszer (2010-től)
- Felosztás 2010 előtt: Trento megye 11 körzete (comunitá comprensoriali)
- Felosztás 2010-től: Trento megye 16 völgyközössége (comunitá di valle)

## Községek(comuni)
- Ala
- Albiano
- Aldeno
- Amblar
- Andalo
- Arco
- Avia
- Baselga di Piné
- Bedollo
- Bersone
- Besenello
- Bieno
- Bleggio Superiore
- Bocenago
- Bolbeno
- Bondo
- Bondone
- Borgo Valsugana
- Bosentino
- Breguzzo
- Brentonico
- Bresimo
- Brez
- Brione
- Caderzone
- Cagnò
- Calavino
- Calceranica al Lago
- Caldes
- Caldonazzo
- Calliano
- Campitello di Fassa
- Campodenno
- Canal San Bovo
- Canazei
- Capriana
- Carano
- Carisolo
- Carzano
- Castel Condino
- Castelfondo
- Castello Tesino
- Castello–Molina di Fiemme
- Castelnuovo
- Cavalese
- Cavareno
- Cavedago
- Cavedine
- Cavizzana
- Cembra
- Centa San Nicolo
- Cimego
- Cimone
- Cinte Tesino
- Cis
- Civezzano
- Cles
- Cloz
- Comano Terme
- Commezzadura
- Condino
- Coredo
- Croviana
- Cunevo
- Daiano
- Dambel
- Daone
- Darè
- Denno
- Dimaro
- Don
- Dorsino
- Drena
- Dro
- Faedo
- Fai della Paganella
- Faver
- Fiavé
- Fiera di Primiero
- Fierozzo
- Flavon
- Folgaria
- Fondo
- Fornace
- Frassilongo
- Garniga Terme
- Giovo
- Giustino
- Grauno
- Grigno
- Grumes
- Imer
- Isera
- Ivano Fracena
- Lardaro
- Lasino
- Lavarone
- Lavis
- Ledro
- Levico Terme
- Lisignago
- Livo
- Lona–Lases
- Luserna
- Malosco
- Malè
- Massimeno
- Mazzin
- Mezzana
- Mezzano
- Mezzocorona
- Mezzolombardo
- Moena
- Molveno
- Monclassico
- Montagne
- Mori
- Nago–Torbole
- Nanno
- Nave San Rocco
- Nogaredo
- Nomi
- Novaledo
- Ospedaletto
- Ossana
- Padergnone
- Palu del Fersina
- Panchià
- Peio
- Pellizzano
- Pelugo
- Pergine Valsugana
- Pieve Tesino
- Pieve di Bono
- Pinzolo
- Pomarolo
- Pozza di Fassa
- Praso
- Predazzo
- Preore
- Prezzo
- Rabbi
- Ragoli
- Revò
- Riva del Garda
- Romallo
- Romeno
- Roncegno Terme
- Ronchi Valsugana
- Roncone
- Ronzo-Chienis
- Ronzone
- Rovereto
- Rovere della Luna
- Ruffré-Mendola
- Rumo
- Sagron Mis
- Samone
- San Lorenzo in Banale
- San Michele all’Adige
- Sant’Orsola Terme
- Sanzeno
- Sarnonico
- Scurelle
- Segonzano
- Sfruz
- Siror
- Smarano
- Soraga di Fassa
- Sover
- Spera
- Spiazzo
- Spormaggiore
- Sporminore
- Stenico
- Storo
- Strembo
- Strigno
- Taio
- Tassullo
- Telve
- Telve di Sopra
- Tenna
- Tenno
- Terlago
- Terragnolo
- Terres
- Terzolas
- Tesero
- Tione di Trento
- Ton
- Tonadico
- Torcegno
- Trambileno
- Transacqua
- Trento
- Tres
- Tuenno
- Valda
- Valfloriana
- Vallarsa
- Varena
- Vattaro
- Vermiglio
- Vervo
- Vezzano
- Vignola-Falesina
- Vigo Rendena
- Vigo di Fassa
- Vigolo Vattaro
- Villa Agnedo
- Villa Lagarina
- Villa Rendena
- Volano
- Zambana
- Ziano di Fiemme
- Zuclo

2015-ben több település összevonásából keletkezett új községek:
- Primiero San Martino di Castrozza
- Valdaone